# Giorgio VI di Georgia
Giorgio VI Bagration (in georgiano გიორგი VI?, Giorgi VI; ... – 1313), anche detto Giorgio il Minore (in georgiano გიორგი მცირე?, Giorgi Mtsire), fu re della Georgia dal 1311 fino alla sua morte.
Figlio di Davide VIII. Dopo la morte del padre nel 1311, fu nominato come re di Georgia (in realtà della sola parte orientale del paese) dall'ilkhan Oljeitu. Data la giovanissima età, fu affiancato dallo zio Giorgio come reggente. Morì quando era ancora piccolo, nel 1313.